# Kie 13
Kie 13 fue una banda de rock en español formada en Santa Cruz de Tenerife, 1980-1985.

## Historia
En Tenerife
Kie 13 se formó en 1980. El nombre original de la banda era "Goma 2" y sus componentes eran Fernando Merino Cruz (Nando) al bajo, Luis Vicente (Loquillo) a la guitarra solista, Eladio Vicente a la segunda guitarra, Felipe (Ipe) a la batería y Angel Vizcaya a la voz. Hacían versiones de Tequila y su influencia era el rock and roll comercial.
En unos meses cambiaron el nombre a Kie 13 y la música a un rock más duro y provocativo que antes. Ipe y Eladio dejan la banda, y después de varias pruebas entra a la batería Pedro Marrero (Pedri). Pasan varios guitarras como Arturo "el colgao" (Taco and the Bunymen) o Andrés "el peludo". Al final la banda se consolidará con un pianista de conservatorio llamado "Sergio Gallardo" que tocaría el órgano.
Con esta formación empezaron a tocar en las barriadas de Santa Cruz de Tenerife como los Gladiolos, Taco y alrededores. Ganando un concurso en el Barrio de la Salud. Incluso llegaron a tocar en localidades al sur de la isla como Adeje. Es de destacar dos actuaciones en la plaza de España de Santa Cruz de Tenerife en las fiestas de fin de año.
En 1981 Kie 13 viaja a la isla de Gran Canaria a grabar en los estudios de Telecararias para un concurso llamado "Destino al Éxito" en la que quedan terceros. También quedaron segundos en el concurso de la discoteca "Lennon" en La Laguna donde tocaron bandas de la época como Familia Real y Epitafio (germen de lo que después sería Ataúd Vacante).
En 1983 Luis se muda a Madrid y la banda queda deshecha. Nunca se grabó ningún disco, aunque quedan ciertas maquetas de escasa calidad en poder de Tripirecords. El grupo renacerá de sus cenizas al año siguiente en Salamanca.
En Salamanca
En 1984 Eladio junta varios músicos de la escena Rock en Salamanca: Animal a la guitarra, Pitufo al Bajo y Humphrey Metal a la voz. Esta vez Eladio toca la batería. Llaman a Luis un par de días antes de una actuación en el Club "Santa Bárbara". Luis viene desde Madrid aprendiéndose los nuevos temas por el camino y la actuación resulta ser un éxito.
Los temas son casi todos nuevos, manteniendo algunos temas de Canarias como el "Barrio de Nieve", "Hombre Ser Mujer" y "Mi Chica Ha Muerto De Sobredosis".
A partir de ese momento el grupo se hace estandarte de la juventud Heavy metal de Salamanca, siempre acosados por los cacheos de la Policía Nacional o "maderos". Kie 13 se hace más radical. Sus conciertos llenan, casi siempre hay problemas con la Policía. Aún con los medios de comunicación en su contra, Kie 13 son imparables. El Heavy Metal está en su apogeo; los que se sienten engañados por la sociedad conservadora de Salamanca en los primeros años de la democracia encuentran en sus canciones un respiro y quizás una esperanza. Ganan varios concursos en Salamanca y la banda se va consolidando. Animal deja la banda y entra Nowaky, un estudiante japonés residente en Salamanca. Los medios no tienen más remedio que hacerles caso y Eladio que hace de mánager, con mano dura, exige al Ayuntamiento un sitio en las Fiestas de Salamanca de 1984.
El Ayuntamiento accede y kie 13 actúa en la Plaza Mayor de Salamanca.
Ese mismo año 1984, Kie 13 viaja a Madrid y participa en el concurso de Rock de Aluche, quedando terceros. Comparten escenario con el grupo invitado "Bella Bestia" en la final del concurso. Humphrey deja la banda y Nowaky regresa al Japón dejando a la banda en formación de trio.
Al año siguiente, en septiembre de 1985, repitieron también en las fiestas de Salamanca, esta vez en la plaza de Anaya. Kie 13 presenta nuevos temas a su vez. Los fanáticos embisten las vallas de protección y amenazan con invadir el escenario. La policía entra en acción, los gritos de protesta llenan la plaza y la policía decide no parar el concierto limitándose a contener a la gente fuera de las vallas y dejando que el concierto finalizase sin mayores problemas.
Esta sería la última actuación de Kie 13. Problemas internos, que seguramente pudieron solucionar, la falta de paciencia y el no haber sabido asimilar esa fama exponencial que sufrió la banda acabaron con ella.

## Última formación
- Luis Loquillo Vicente - voz, guitarra
- Javier "Pitufo" - bajo, coros
- Eladio Vicente - batería, coros

## Miembros anteriores
- Felipe Ipe - batería
- Fernando Merino - bajo, coros
- Javier "El peludo" - guitarra
- Arturo "El colgao" - guitarra
- Angel Vizcaya - voz
- Sergio Gallardo - teclado
- "Humphrey Metal" - voz
- Nowaky - guitarra
- "Animal" - guitarra